# 张莉 (田径运动员)
张莉（1989年1月17日—），山东青岛人，中国女子标枪运动员。她曾获得2014年亚洲运动会女子标枪金牌。她也曾参加2008年夏季奥运会和2012年夏季奥运会。